# Harcourt
Pour les articles homonymes, voir Harcourt (homonymie).
Harcourt est une commune française située dans le département de l'Eure en région Normandie.
Les habitants sont des harcourtois.

## Géographie

### Localisation
La commune d'Harcourt se situe au centre-ouest du département de l'Eure en région Normandie. Appartenant à la région naturelle de la campagne du Neubourg, elle occupe un territoire compris entre la vallée de la Risle, à l'ouest, qui marque la limite avec le Lieuvin et une petite vallée sèche, à l'est, dans laquelle serpente la voie verte Évreux - Le Bec-Hellouin. Son paysage est très ouvert car il est constitué de grandes étendues de cultures consacrées au blé, à l'orge ou aux betteraves. Toutefois, il se trouve très largement fermé à l'ouest et à l'est par les lisières boisées des vallées. Le bourg de la commune est à 6,1 km au sud-est de Brionne, à 16,1 km au nord-est de Bernay, à 31,1 km au nord-ouest d'Évreux et à 37,2 km au sud-ouest de Rouen.

### Communes limitrophes
| Brionne                                                   | Calleville, La Haye-de-Calleville                                      | La Neuville-du-Bosc      |
| Brionne                                                   | Harcourt                                                               | Sainte-Opportune-du-Bosc |
| Nassandres-sur-Risle (comm. dél. de Perriers-la-Campagne) | Nassandres-sur-Risle (comm. dél. de Perriers-la-Campagne), Thibouville | Rouge-Perriers           |

### Hydrographie
La commune est située dans le bassin Seine-Normandie. Elle n'est drainée par aucun cours d'eau,.

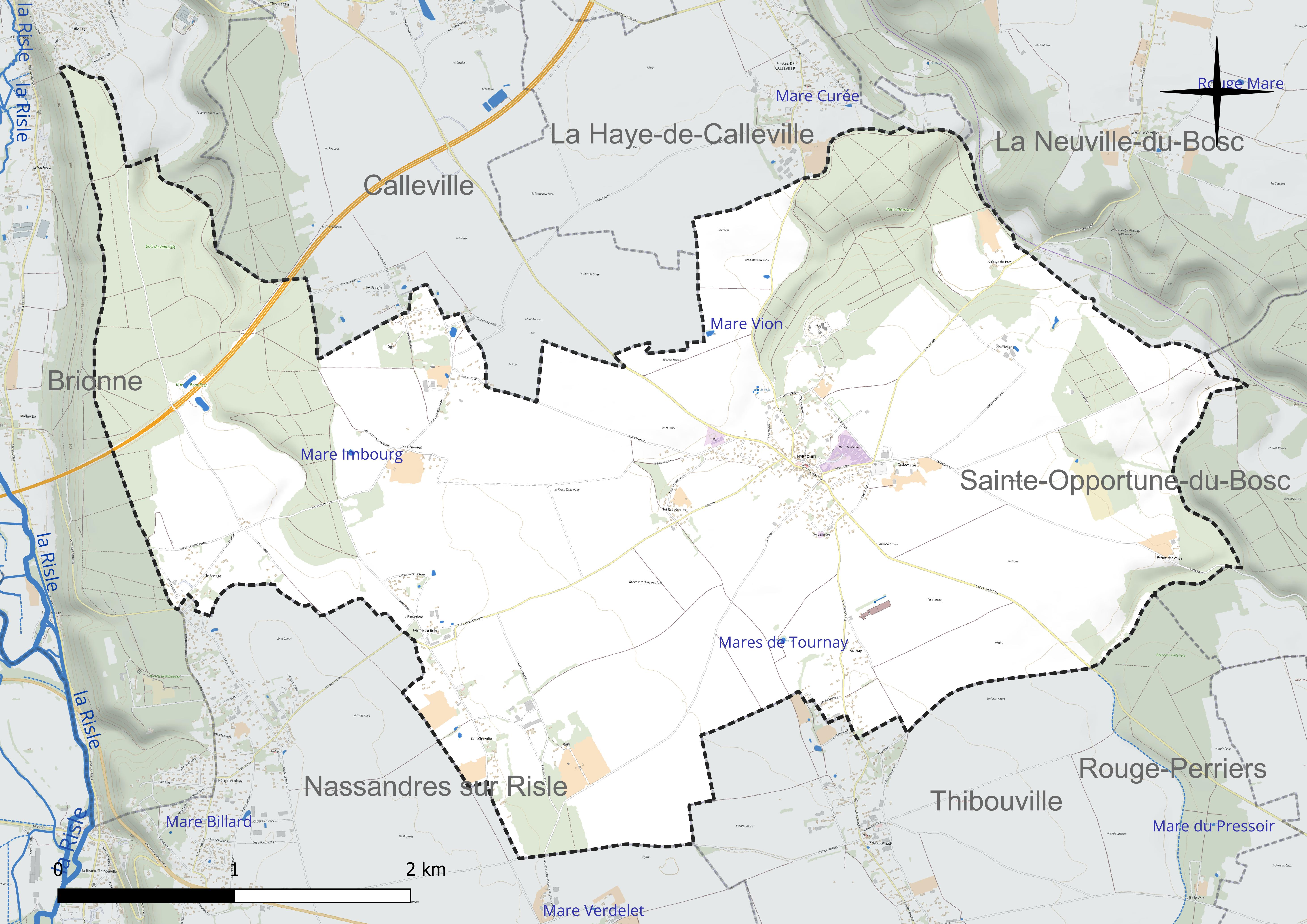
Réseau hydrographique d'Harcourt.

Trois plans d'eau complètent le réseau hydrographique : la mare Imbourg (0,1 ha), la mare Vion (0,1 ha) et Mares de Tournay (0,1 ha),.

### Climat
Pour des articles plus généraux, voir Climat de la Normandie et Climat de l'Eure.
En 2010, le climat de la commune est de type climat océanique dégradé des plaines du Centre et du Nord, selon une étude du CNRS s'appuyant sur une série de données couvrant la période 1971-2000. En 2020, Météo-France publie une typologie des climats de la France métropolitaine dans laquelle la commune est exposée à un climat océanique et est dans la région climatique  Côtes de la Manche orientale, caractérisée par un faible ensoleillement (1 550 h/an) ; forte humidité de l’air (plus de 20 h/jour avec humidité relative > 80 % en hiver), vents forts fréquents. Parallèlement le GIEC normand, un groupe régional d’experts sur le climat, différencie quant à lui, dans une étude de 2020, trois grands types de climats pour la région Normandie, nuancés à une échelle plus fine par les facteurs géographiques locaux. La commune est, selon ce zonage, exposée à un « climat contrasté des collines », correspondant au Pays d’Auge, Lieuvin et Roumois, moins directement soumis aux flux océaniques et connaissant toutefois des précipitations assez marquées en raison des reliefs collinaires qui favorisent leur formation.
Pour la période 1971-2000, la température annuelle moyenne est de 10,2 °C, avec  une amplitude thermique annuelle de 13,5 °C. Le cumul annuel moyen de précipitations est de 742 mm, avec 12,3 jours de précipitations en janvier et 8,5 jours en juillet. Pour la période 1991-2020, la température moyenne annuelle observée sur la station météorologique la plus proche, située sur la commune de Brionne à 6 km à vol d'oiseau, est de 11,5 °C et le cumul annuel moyen de précipitations est de 791,7 mm,. Pour l'avenir, les paramètres climatiques de la commune estimés pour 2050 selon différents scénarios d’émission de gaz à effet de serre sont consultables sur un site dédié publié par Météo-France en novembre 2022.

## Urbanisme

### Typologie
Au 1er janvier 2024, Harcourt est catégorisée commune rurale à habitat dispersé, selon la nouvelle grille communale de densité à 7 niveaux définie par l'Insee en 2022.
Elle est située hors unité urbaine et hors attraction des villes,.

### Occupation des sols
L'occupation des sols de la commune, telle qu'elle ressort de la base de données européenne d’occupation biophysique des sols Corine Land Cover (CLC), est marquée par l'importance des territoires agricoles (71,9 % en 2018), en diminution par rapport à 1990 (74 %). La répartition détaillée en 2018 est la suivante : 
terres arables (61,1 %), forêts (22,6 %), prairies (6 %), zones urbanisées (5,6 %), zones agricoles hétérogènes (4,7 %). L'évolution de l’occupation des sols de la commune et de ses infrastructures peut être observée sur les différentes représentations cartographiques du territoire : la carte de Cassini (XVIIIe siècle), la carte d'état-major (1820-1866) et les cartes ou photos aériennes de l'IGN pour la période actuelle (1950 à aujourd'hui).

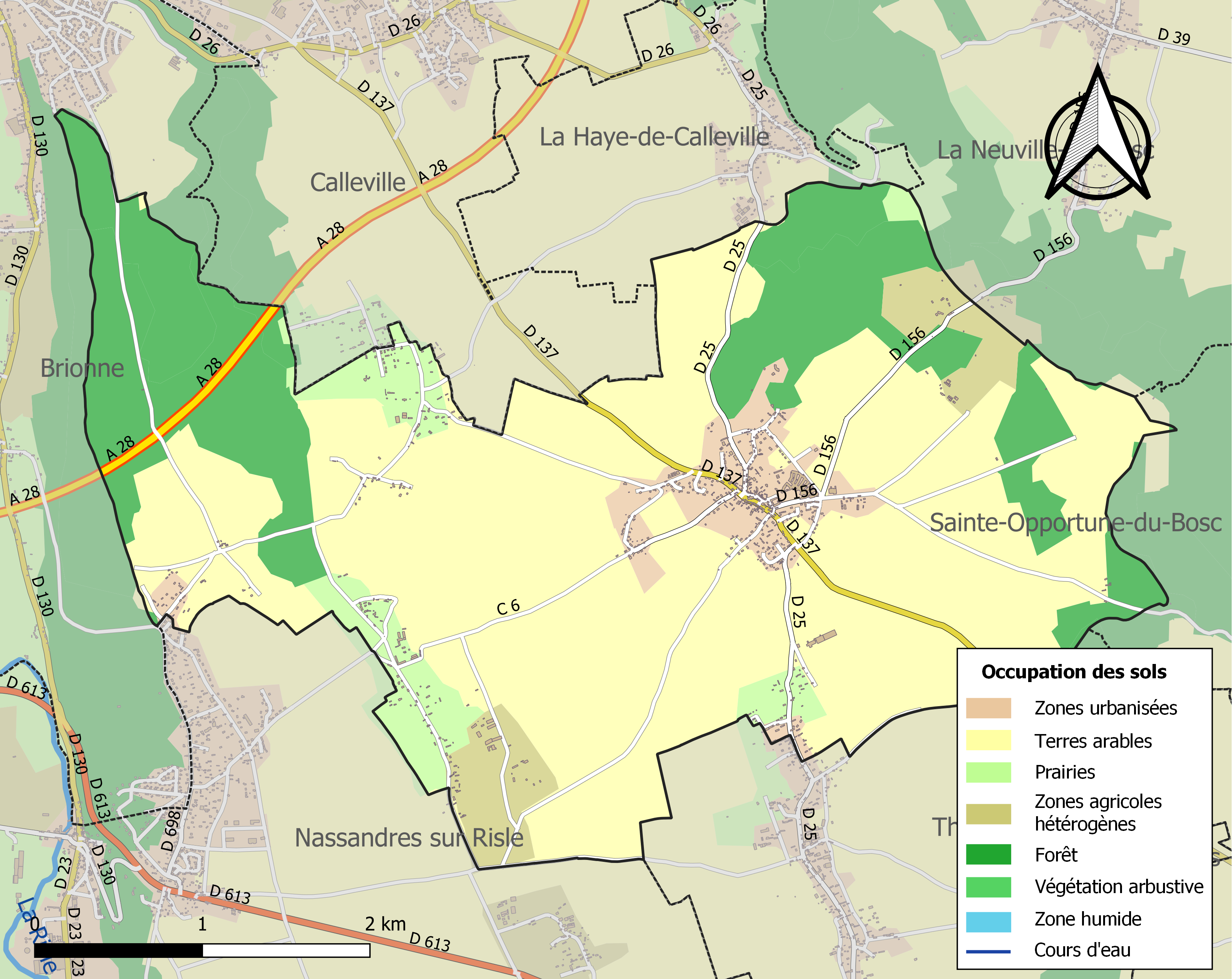
Carte des infrastructures et de l'occupation des sols de la commune en 2018 (CLC).

## Toponymie
Le nom de la localité est attesté sous les formes Normannus de Herolcurt en 1030-1035, Harecotium (Neustria pia), Harecort (roman de Rou) à la fin du XIe siècle, Harulfi Curtis ou Cortis (Orderic Vital) au début du XIIe siècle, Harecurt (Guillaume de Jumièges), Harecuria en 1179 (lett. de Robert d’Harcourt), Herecuria en 1214 (feoda Normanniæ), Hauricuria en 1223 (ch. de Saint-Étienne de Renneville), Hardicuria en 1285 (André Duchesne), Harecourt en 1329 (chron. des quatre 1ers Valois) et en 1378 (capitulation de Beaumont-le-Roger), Harcort en 1355 (chron. des abbés de Saint-Ouen) et Harecord (documents anglais),.
François de Beaurepaire note que lors de la colonisation anglo-scandinave, le mode de composition toponymique en -court n'était plus en usage, par conséquent l'élément -court ne peut pas être précédé d’un nom de personne norrois ou anglo-scandinave, mais bien plutôt francique, comme c'est généralement le cas ailleurs en France.
L'appellatif court est issu du gallo-roman *CŌRTE (du latin curtis ou cōrtem, latin classique cohors, cohortis, français moderne cour), terme désignant une exploitation rurale, et qui traduit le germanique hof de sens proche. Il n’existe comme appellatif toponymique que dans la partie nord du domaine d’oïl. Le premier élément est l'anthroponyme germanique Hariulf.
Au cours de la Révolution française, la commune porta provisoirement le nom de Champ-Social.

## Histoire
Le village est le fief d'origine de la famille ducale d'Harcourt, une des plus anciennes familles nobles de France et d'Angleterre (première moitié du IXe siècle).

## Politique et administration

### Rattachements administratifs et électoraux
La commune se trouve dans l'arrondissement de Bernay du département de l'Eure. Pour l'élection des députés, elle fait partie depuis 2012 de la deuxième circonscription de l'Eure.
La commune a été fugacement de 1793 à 1800 le chef-lieu du canton d'Harcourt. Elle est rattachée à cette date au canton de Brionne. Dans le cadre du redécoupage cantonal de 2014 en France, ce canton, dont la commune est toujours membre, est modifié, passant de 23 à 44 communes.

### Intercommunalité
La commune fut membre de la communauté de communes rurales du canton de Brionne, créée fin 1997.
Dans le cadre des dispositions de la loi portant nouvelle organisation territoriale de la République (Loi NOTRe) du 7 août 2015, qui prévoit que les établissements publics de coopération intercommunale (EPCI) à fiscalité propre doivent avoir un minimum de 15 000 habitants (et 5 000 habitants en zone de montagnes), cette intercommunalité fusionne avec ses voisines pour former, le 1er janvier 2017, l'Intercom Bernay Terres de Normandie dont la commune est désormais membre.

### Liste des maires
| Période                                  | Période                      | Identité       | Étiquette | Qualité                                                                       |
| ---------------------------------------- | ---------------------------- | -------------- | --------- | ----------------------------------------------------------------------------- |
| Les données manquantes sont à compléter. |                              |                |           |                                                                               |
| avant 1981                               | 1989                         | Pierre Desprez | RPR       | Avocat au barreau de Bernay                                                   |
| 1989                                     | mars 2008                    | Daniel Parisy  | UMP       | Ingénieur commercial                                                          |
| mars 2008                                | juillet 2018                 | Alain Vannier  | DVD       | Agriculteur Démissionnaire                                                    |
| octobre 2018                             | En cours (au septembre 2020) | Bernard Aubry  |           | Responsable commercial médical retraité Maire réélu pour le mandat 2020-2026, |

## Démographie
L'évolution du nombre d'habitants est connue à travers les recensements de la population effectués dans la commune depuis 1793. Pour les communes de moins de 10 000 habitants, une enquête de recensement portant sur toute la population est réalisée tous les cinq ans, les populations de référence des années intermédiaires étant quant à elles estimées par interpolation ou extrapolation. Pour la commune, le premier recensement exhaustif entrant dans le cadre du nouveau dispositif a été réalisé en 2007.

En 2022, la commune comptait 1 076 habitants, en évolution de +3,56 % par rapport à 2016 (Eure : −0,25 %, France hors Mayotte : +2,11 %).
| 1793 | 1800  | 1806  | 1821  | 1831  | 1836  | 1841  | 1846  | 1851  |
| ---- | ----- | ----- | ----- | ----- | ----- | ----- | ----- | ----- |
| 947  | 1 320 | 1 335 | 1 135 | 1 339 | 1 310 | 1 242 | 1 228 | 1 206 |

| 1856  | 1861  | 1866 | 1872  | 1876 | 1881 | 1886 | 1891 | 1896 |
| ----- | ----- | ---- | ----- | ---- | ---- | ---- | ---- | ---- |
| 1 080 | 1 068 | 966  | 1 011 | 967  | 964  | 873  | 834  | 775  |

| 1901 | 1906 | 1911 | 1921 | 1926 | 1931 | 1936 | 1946 | 1954 |
| ---- | ---- | ---- | ---- | ---- | ---- | ---- | ---- | ---- |
| 778  | 718  | 684  | 678  | 673  | 638  | 652  | 706  | 805  |

| 1962 | 1968 | 1975 | 1982 | 1990 | 1999 | 2006 | 2007 | 2012 |
| ---- | ---- | ---- | ---- | ---- | ---- | ---- | ---- | ---- |
| 925  | 933  | 935  | 934  | 957  | 909  | 908  | 907  | 977  |

| 2017  | 2022  | - | - | - | - | - | - | - |
| ----- | ----- | - | - | - | - | - | - | - |
| 1 068 | 1 076 | - | - | - | - | - | - | - |

## Culture locale et patrimoine

### Lieux et monuments
La commune d'Harcourt compte trois édifices classés ou inscrits au titre des monuments historiques :
- Le château d'Harcourt (XIIIe, XIVe, XVIe et XVIIe siècles)  Classé MH (1862)  Classé MH (1995)[32] ;
- L'église Saint-Ouen (XIIe, XIIIe et XVIIe siècles)  Classé MH (1862)[33]. Le chœur avec abside et le clocher datent du XIIIe siècle. Une nouvelle façade a été réalisée au début du XVIe siècle. L'église possède une chambre de charité du XVIe siècle avec son décor peint et une sacristie du XVIIe siècle. Des remaniements ont eu lieu au XIXe siècle ;
- Hôtel de ville d'Harcourt (XIXe siècle)  Inscrit MH (2001)[34]. Ancienne halle datant de la fin du Moyen Âge appartenant au domaine d'Harcourt. Elle est devenue la propriété de la commune en 1848 pour y installer la mairie et divers équipements communaux.

Par ailleurs, figure à l'inventaire général du patrimoine culturel :
- L'arboretum d'Harcourt[35].

On peut également signaler :
- Le prieuré Notre-Dame-du-Parc[36]. Prieuré fondé au XIIIe siècle par Jean d'Harcourt pour servir de lieu de sépulture à sa famille[37]. L'ensemble fut vendu durant la Révolution française, puis utilisé comme carrière de pierres. Il ne subsiste, à ce jour, que quelques hangars de la ferme, deux constructions carrées et les vestiges d’une crypte souterraine[38] ;
- Le château des Rufflets dans le hameau de Chrétienville ;
- L'église désacralisée Saint-Sulpice au même hameau, devenue centre culturel Jeanne-Messager[39] ;
- Le château de Beauficel ;
- L'ancienne gare d'Harcourt - La Neuville-du-Bosc ;
- L'ancien hospice des Augustines. Il a été créé en 1695 par Marie-Françoise de Brancas, l'épouse d'Alphonse-Henri de Lorraine, alors comte d'Harcourt. L'hospice a fonctionné jusqu'en 2012 avant d'être remplacé par un établissement plus moderne[40],[41] ;
- Le monument aux morts dû à Louis-Aimé Lejeune ;
- La statue de la Vierge.

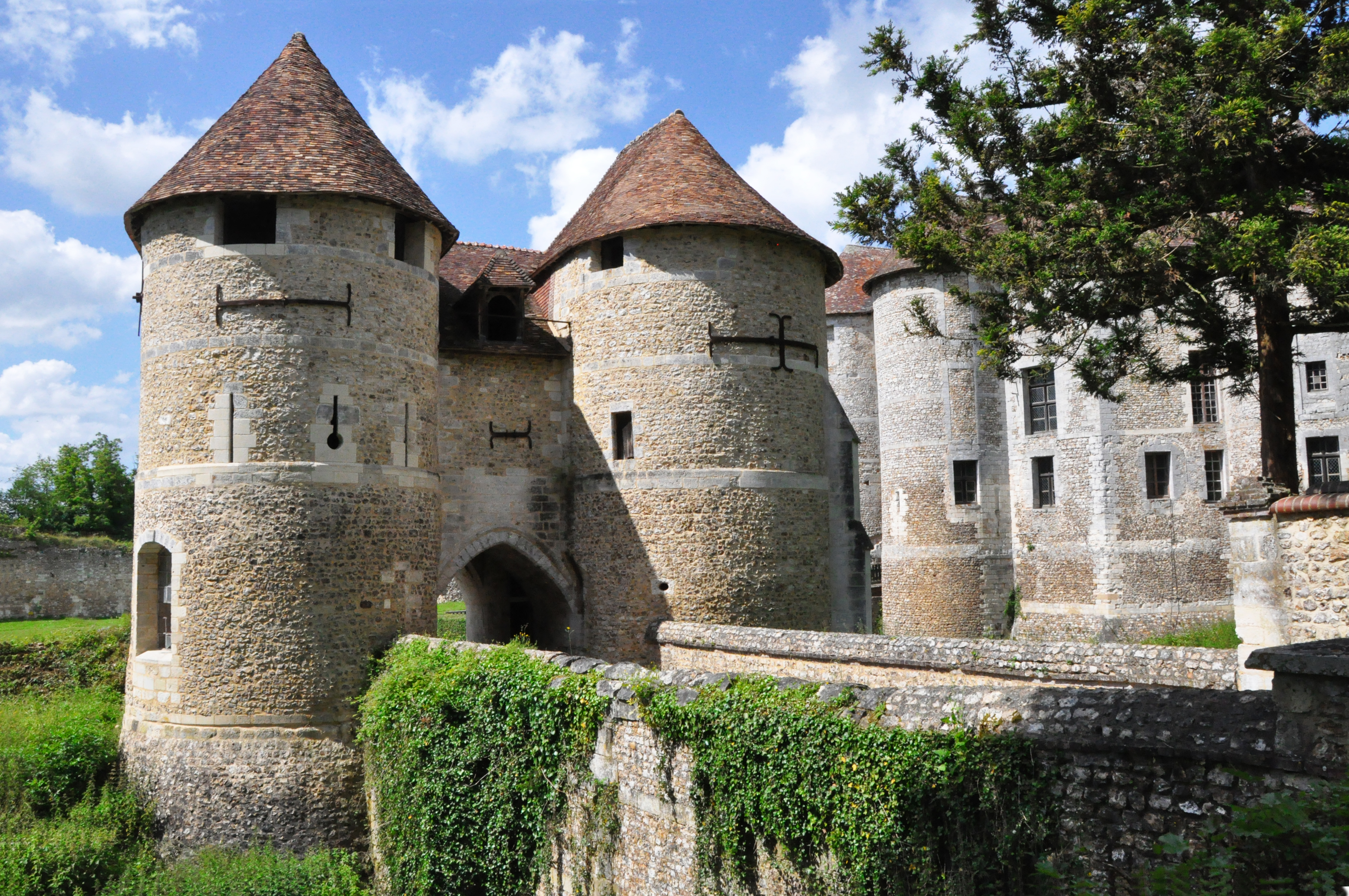
Le château d'Harcourt.
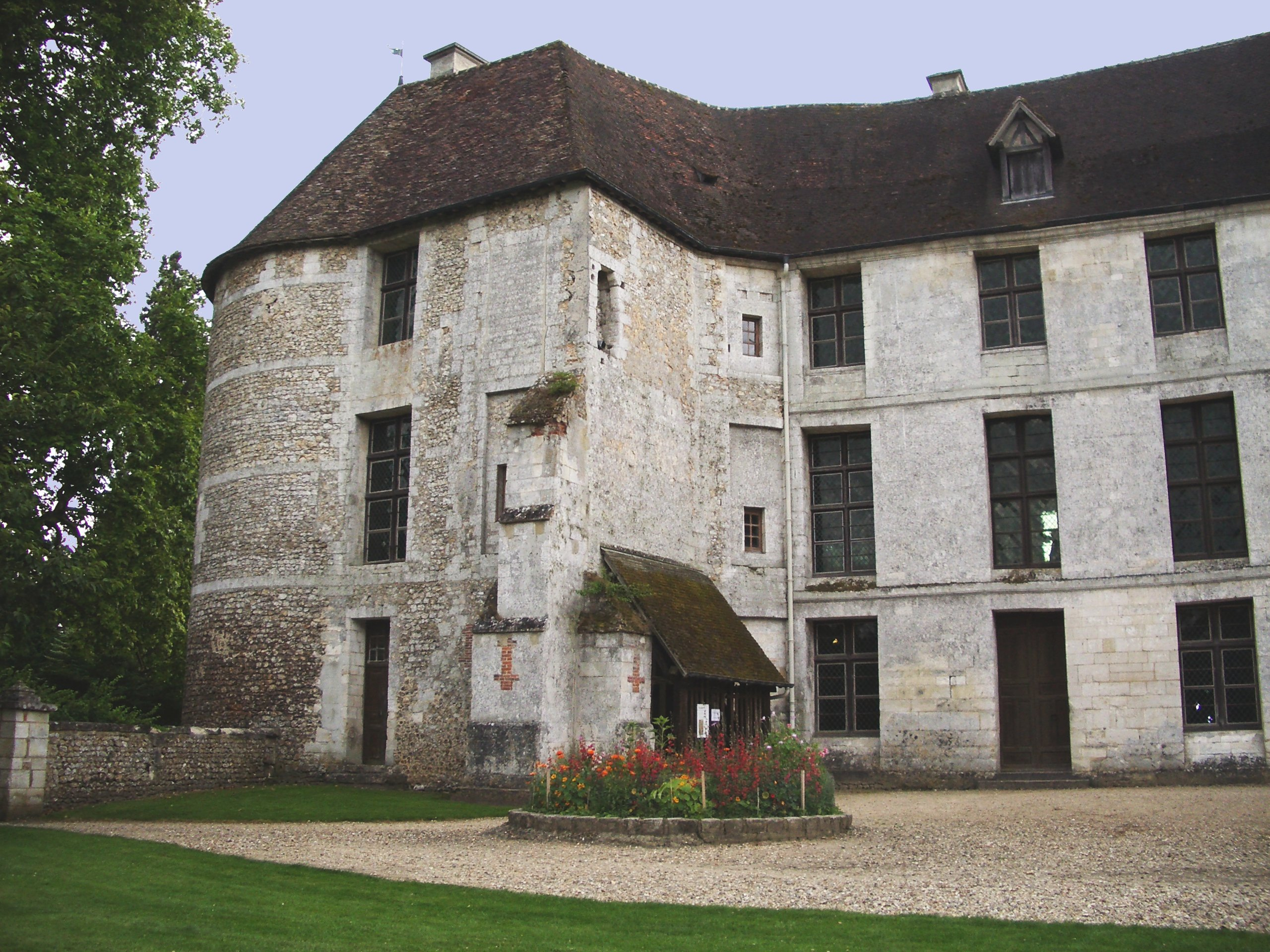
La façade du XVIIe siècle du château.
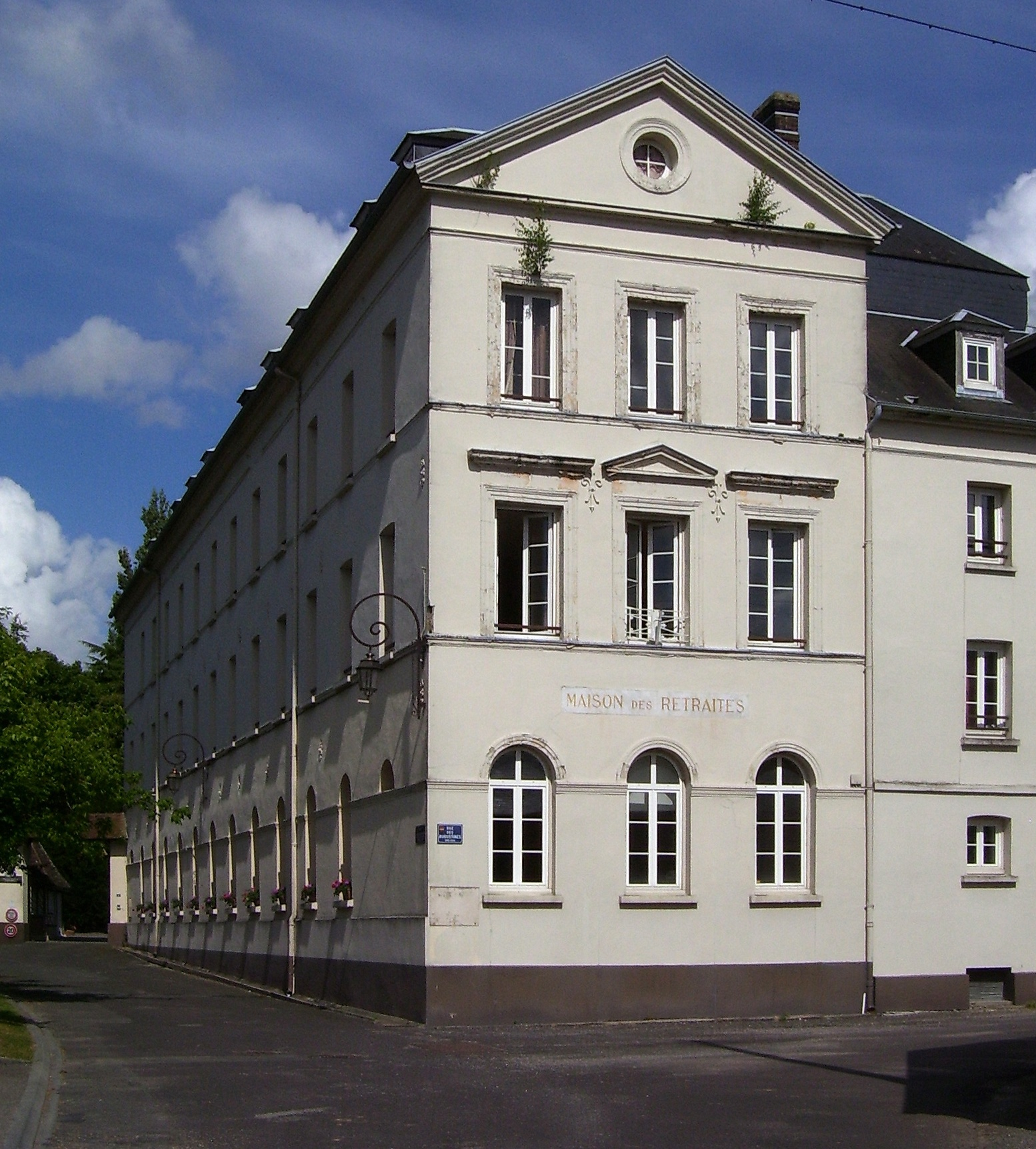
L'hospice.
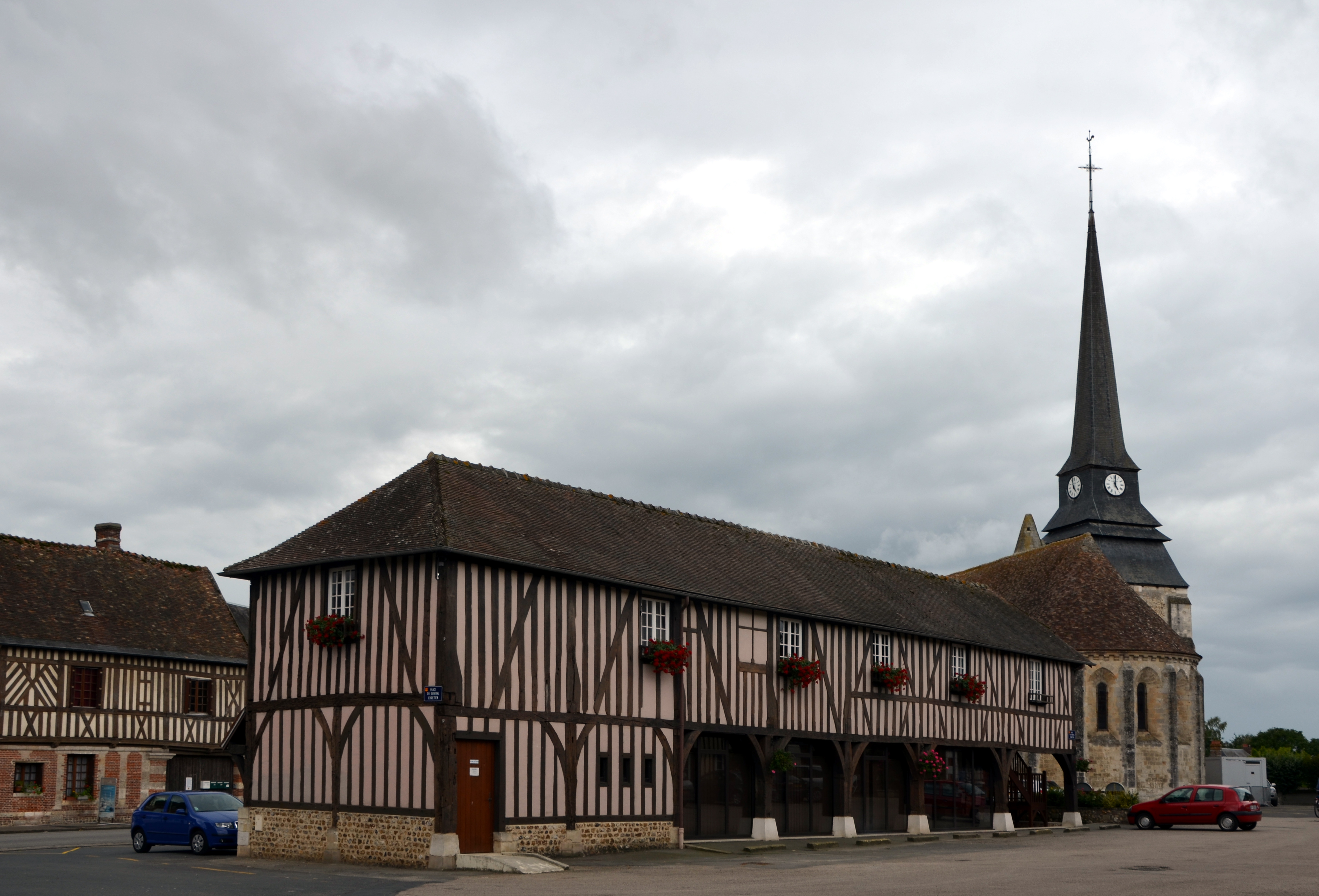
L'hôtel de ville.
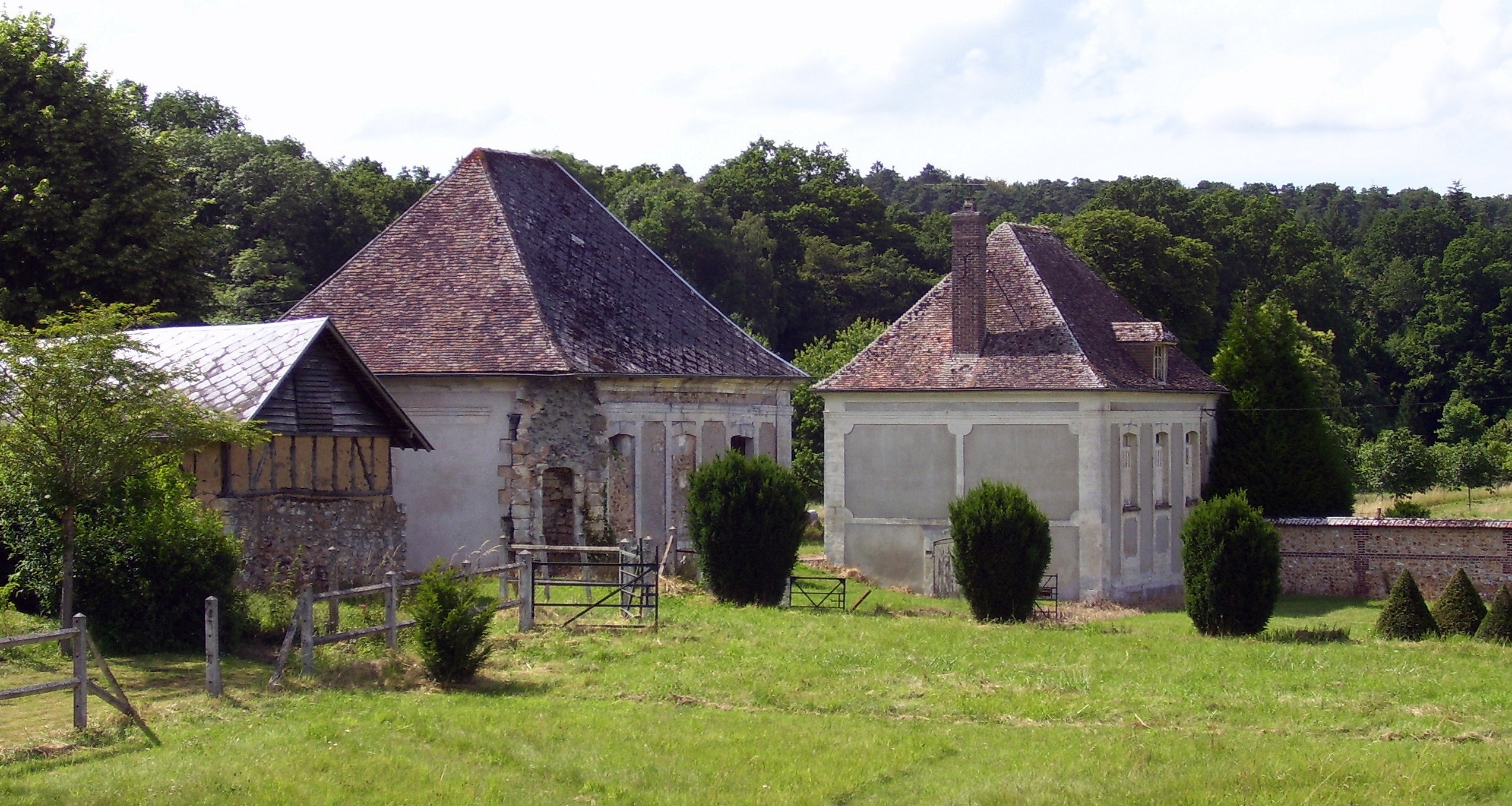
Pavillons du prieuré Notre-Dame-du-Parc (XVIIIe)
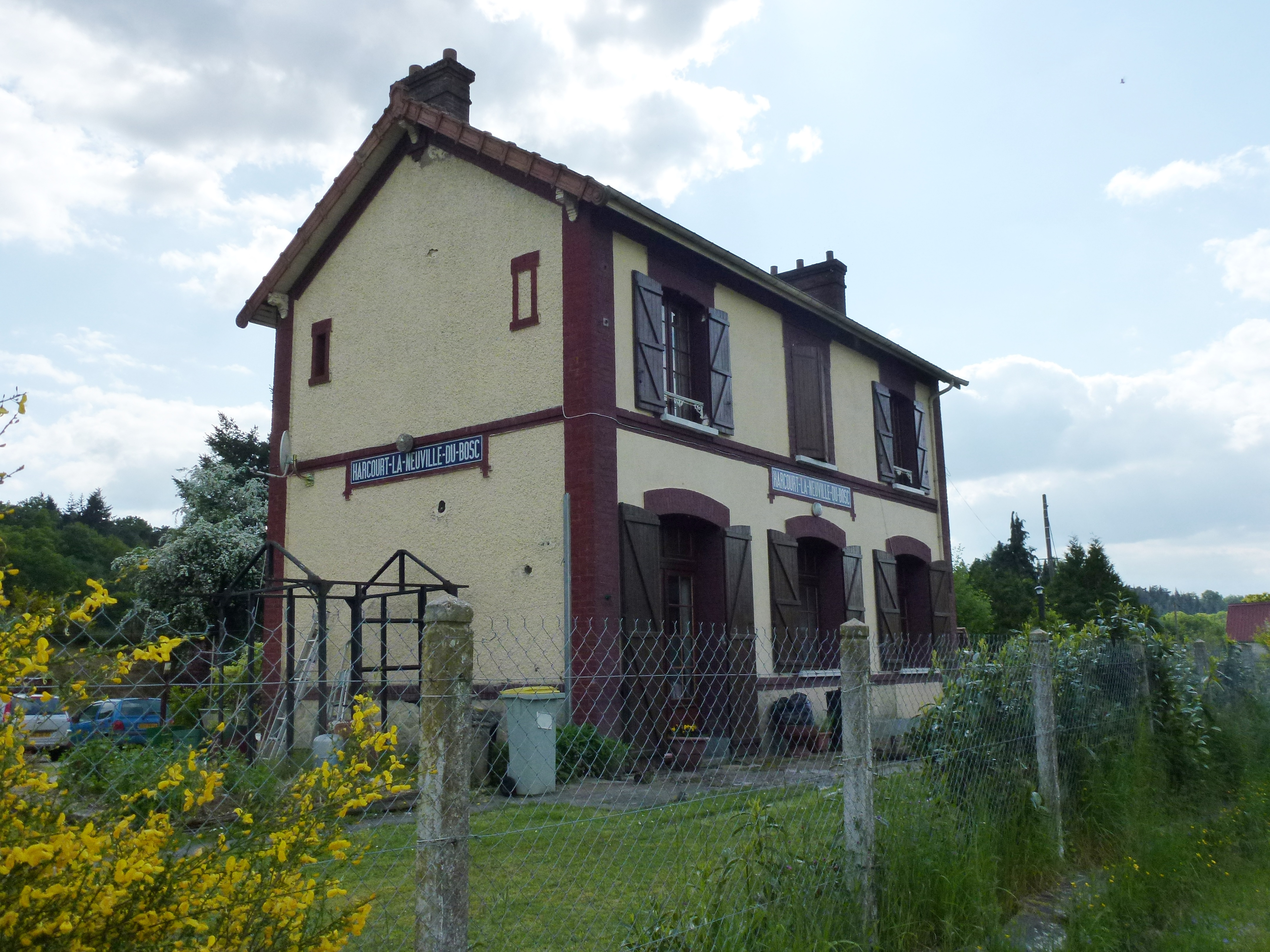
L'ancienne gare.
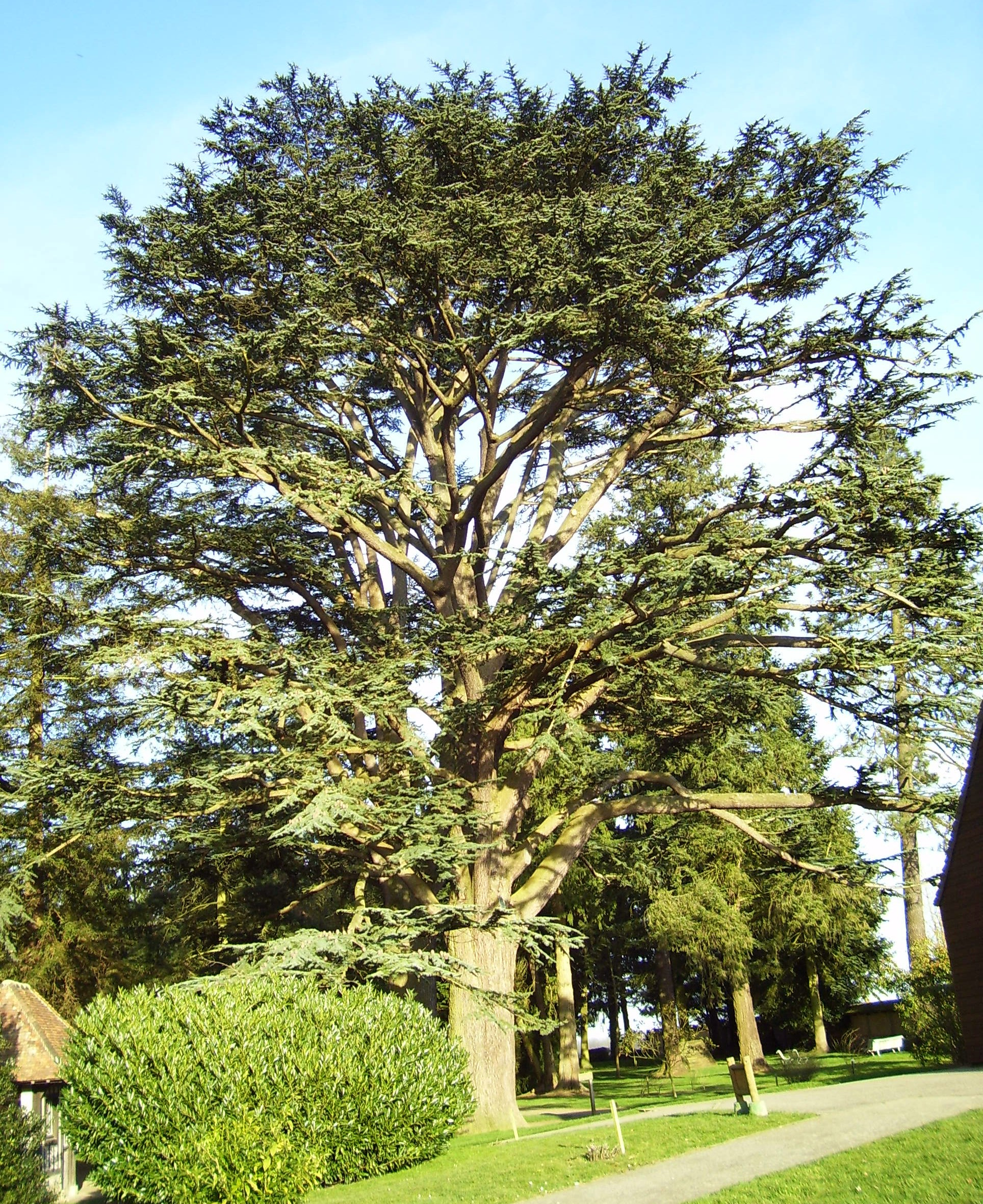
L'arboretum.

### Patrimoine naturel

#### ZNIEFF de type 2
- La vallée de la Risle de Brionne à Pont-Audemer, la forêt de Montfort[42] ;
- La vallée de la Risle de la Ferrière-sur-Risle à Brionne, la forêt de Beaumont, la basse vallée de la Charentonne[43].

#### Site classé
- Les deux marronniers (abattus au 6 mai 2013) encadrant l'entrée de la propriété de M. Pinchon  Site classé (1936)[44].

### Personnalités liées à la commune
- Liste des seigneurs d'Harcourt.
- Françoise de Brancas (ca 1650-1715), princesse d'Harcourt, a laissé son nom à une rue et une place de la commune.
- Paul Chrétien (1862-1948), général de division qui s'est illustré pendant la Première Guerre mondiale, président de la société libre d'agriculture, sciences, arts et belles-lettres de l'Eure, retiré à Harcourt (l'Ermitage). La place de la mairie lui doit son nom.
- Michel-Paul Giroud (1933-2011), dessinateur de bandes dessinées français.
- Daniel Daërt, réalisateur, scénariste et producteur français, décédé à Harcourt le 5 février 2020.

### Héraldique
| Armes de Harcourt | Ces armes peuvent se blasonner ainsi aujourd’hui : De gueules aux deux fasces d'or. |